# Rotterdams Jongenskoor

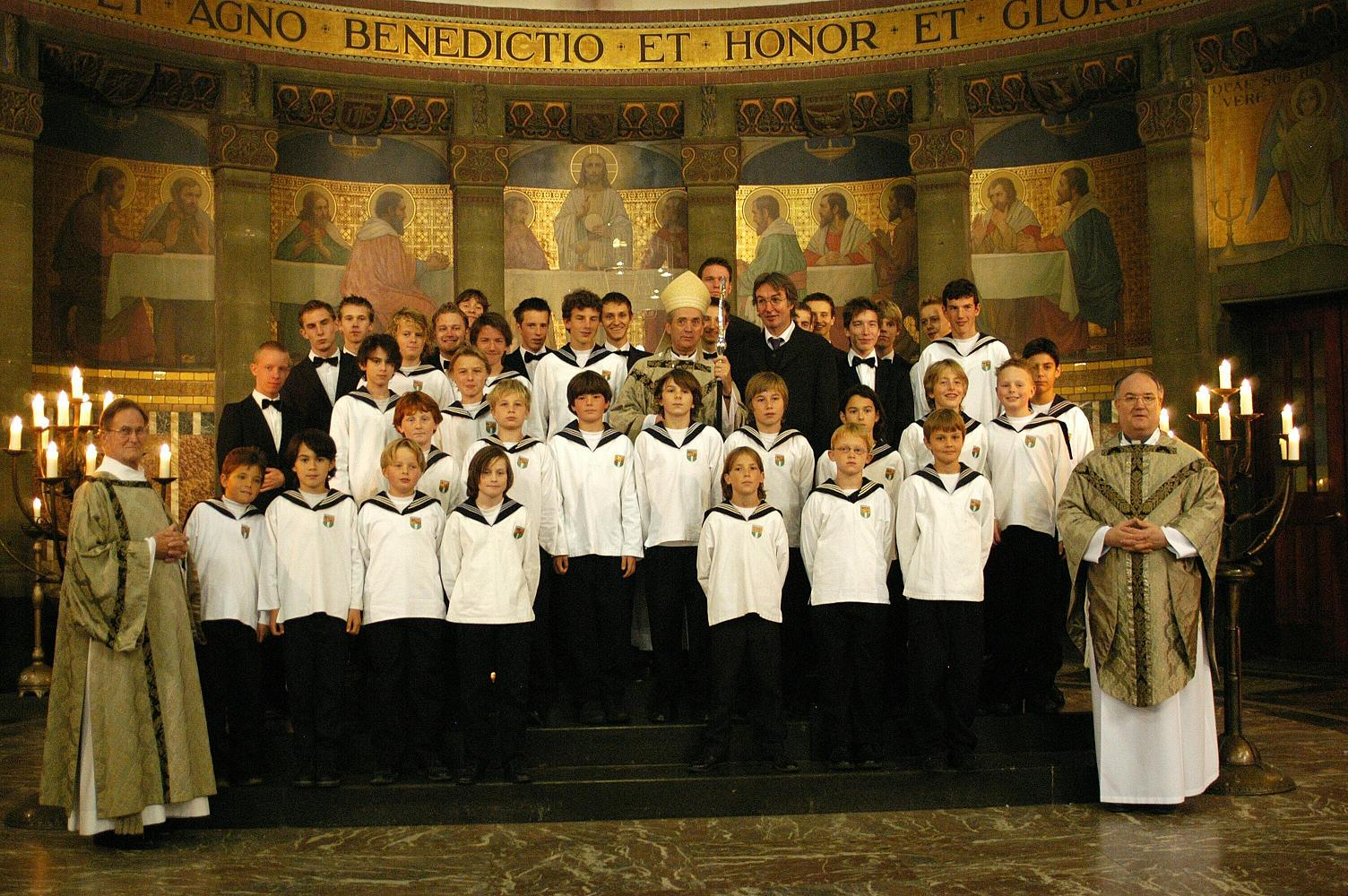
Jongenskoor met de bisschop van Rotterdam, mgr. Ad van Luyn

Het Rotterdams Jongenskoor is een jongenskoor dat in 1957 is opgericht.
Voor het kerstspel van het Kralings Clubhuis werden enkele jongens bereid gevonden om kerstliederen te zingen. Dit sloeg zo aan dat Freek Velders, een van de leiders van het clubhuis, in januari met deze jongens verderging. Zo werd op 2 januari 1957 het Rotterdams Jongenskoor geboren.
Het koor heeft als doel aan jongens van 5 tot 23 jaar een plezierige en avontuurlijke vrijetijdsbesteding en muzikale en culturele vorming te bieden.
Het koor heeft wisselend succes.
Freek Velders bleef aan als muzikaal leider en initiator tot eind 1989. In deze periode groeide het jongenskoor uit tot een van 's wereld grootste jongenskoren. Er werden gemiddeld 50 concerten per jaar gegeven. Er werden concertreizen georganiseerd in Duitsland, Denemarken (1972, '74, '78, '82 en '86), Frankrijk, Oostenrijk (1973), Zwitserland (1984) en Engeland (1970).
Het koor beschikte van 1981 tot medio 1999 over een oefenruimte die voor het Centraal Station te Rotterdam stond. Dit was een oude scheepsbrug. In 1999 moest deze scheepsbrug verdwijnen, om plaats te maken voor de herinrichting van het stationsplein. Het koor had op dat moment nog maar een minimale bezetting van ongeveer 10 leden. In de jaren daarna groeide het koor onder leiding van een nieuw en enthousiast bestuur naar een toonaangevend koor van rond de 40 leden. Op uitnodiging werden veel buitenlandse reizen gemaakt (2000 New York, Washington, 2001 Salt Lake City en Baltimore, 2002 Wenen en Bratislava, 2003 Moskou en Sint-Petersburg, 2004 Bazel en Genève, 2005 Mulhouse en Straatsburg), en tevens veel aansprekende optredens. Het koor had inmiddels veel naamsbekendheid verworven.
Het koor wordt sinds december 1999 gedirigeerd door Geert van den Dungen. In oktober 2004 is een nieuw bestuur aangetreden, dat erin slaagde om het ledental weer te doen groeien na een wat minder goede tijd. De opleidingsklassen zijn weer goed gevuld. In 2006 werd een succesvolle concerttour op uitnodiging van de EU gehouden.

## Jubileum
In 2007 bestond het koor 50 jaar. Speciaal voor dit jubileum van het Rotterdams Jongenskoor werd een beeldje "Het zangertje" ontworpen door Frank Stoopman. Dit beeldje is 19 cm hoog en is gemaakt van een gebronsde tinlegering.

## Lp- en cd-opnamen
- 1963 - Single RJK i.s.m. Rotterdams Meisjeskoor
- 1965 - Single RJK opgenomen in Noorse zeemanskerk
- 1965 - Single RJK i.s.m. Breda’s Liturgisch Jongenskoor
- 1965 - Single RJK wachet auf, Ruft uns die Stimme, Halleluja
- 1970 - Single Kerst met RJK
- 1973 - lp RJK zingt Schubert en Haydn
- 1976? - lp Rotterdams Jongenskoor
- 1980 - lp Rotterdams Jongenskoor
- 1985 - lp RJK (S.T.B. 2202 - 52)
- 1987 - lp RJK (Eurosound 46.894)
- 1993 - cd Rotterdams Jongenskoor & Preobrajhenje Moskou
- 1999 - cd Europese Kerstmuziek 1999-
- 2000 - cd Rotterdams Boys Choir on tour in the U.S.A.
- 2001 - cd Voices of Friendship
- 2004 - cd Carol of the Bells
- 2006 - cd Concord (jubileum-cd)